# Cavid Çələbiyev
Cavid Çələbiyev –también escrito como Javid Chalabiyev– (Bakú, 17 de mayo de 1992) es un deportista azerbaiyano que compite en boxeo. Ganó una medalla de oro en el Campeonato Mundial de Boxeo Aficionado de 2013, en el peso gallo.

## Palmarés internacional
| Campeonato Mundial | Campeonato Mundial  | Campeonato Mundial | Campeonato Mundial |
| Año                | Lugar               | Medalla            | Categoría          |
| ------------------ | ------------------- | ------------------ | ------------------ |
| 2013               | Almaty (Kazajistán) | Medalla de oro     | 56 kg              |